# Kloster Clarenberg
Das Kloster St. Clara war ein Klarissen-Kloster in der ehemaligen Kreisstadt Hörde auf heutigem Dortmunder Stadtgebiet.

## Geschichte
Gestiftet wurde es durch den Grafen Konrad von der Mark und seine Frau Elisabeth von Kleve auf eigenem Grund. Der Klarissen-Orden, 1212 von Franz von Assisi und der heiligen Klara gegründet, erbaute das Kloster im Jahr 1339. In jener Zeit diente es als Heimstatt für etwa 40 Nonnen. Elisabeth von Kleve trat nach der Trennung von ihrem Gatten 1344 selbst in den Klarissenorden ein und wurde 1348 Äbtissin ihrer Gründung. Sie und Konrad von der Mark waren in der Klosterkirche auch bestattet.
Bis zum Ende des Jahres 1583 wurde Clarenberg als Kloster bezeichnet, Anfang 1584 wurde dann der Ausdruck Stift bzw. Damenstift verwendet. Seit der Reformation waren Damen verschiedener Glaubensrichtungen im Kloster, was zur Umwidmung vom Kloster zum dreikonfessionellen (katholisch, lutherisch, calvinistisch) Stift, wie z. B. der Stift Fröndenberg, führte.
Mit Anna Dietrich von Viermundt wurde 1605 eine calvinistische Äbtissin zur Vorsteherin des Stifts gewählt. Dieses führte zu religionspolitischen Streitigkeiten, weshalb sie nach wenigen Jahren resignieren musste. Zu ihrer Nachfolgerin wählte der überwiegend protestantische Konvent mit Anna von Elverfeld 1611 eine Katholikin. 
Die Regelung Clarenbergs als dreikonfessionelles Stift wurde 1682 durch einen Vergleich zwischen dem Kurfürstentum Brandenburg und den Pfalzgrafen von Pfalz-Neuburg als Rechtsnachfolgern der märkischen Grafen fixiert, 1694 gab sich das Stift dann selbst Statuten, nach denen stets calvinistische, lutherische und katholische Stiftsdamen in einem festgelegten Verhältnis Präbenden halten sollten. Das Äbtissinnenamt sollte zwischen den Konfessionen reihum wechseln.
Eine Schule im Stift wurde 1558 zum ersten Mal urkundlich erwähnt, auf die die heute noch (als Grundschule) bestehende Stiftsschule ihre Geschichte zurückführt.
Am 11. Januar 1812 wurde das Stift Clarenberg in Hörde durch Napoleon aufgehoben.
Im Kloster Clarenberg wurde am Hörder Bach schon früh Bier gebraut. Auf seinem Gelände entstand 1867 die spätere Hörder Stifts-Brauerei, die ein Clarissen-Bier braute.
An das Kloster Clarenberg erinnern heute die Großsiedlung Clarenberg und die gleichnamige Endstation der Stadtbahnlinie U41.